# Sabaria anagoga
Sabaria anagoga är en fjärilsart som beskrevs av Louis Beethoven Prout 1931. Sabaria anagoga ingår i släktet Sabaria och familjen mätare. Inga underarter finns listade.